# Chiesa di Santa Maria delle Grazie (Molino dei Torti)
La chiesa di Santa Maria delle Grazie è la parrocchiale di Molino dei Torti, in provincia di Alessandria e diocesi di Tortona; fa parte del vicariato Padano.

## Storia
Originariamente in paese sorgeva un oratorio dedicato a san Francesco d'Assisi.
Al posto di questo luogo di culto venne costruita all'inizio del XIX secolo la nuova parrocchiale, iniziata nel 1800 e portata a compimento nel 1820.
Nel 1865 si provvide a posare il nuovo pavimento e ad ampliare le decorazioni dell'interno e nella prima metà del Novecento fu eretta la torre campanaria.
La facciata venne interessata da un rifacimento nel 1964 e sei anni dopo la parrocchiale fu adeguata alle disposizioni postconciliari mediante l'aggiunta dell'altare rivolto verso l'assemblea e dell'ambone.
Nel primo quinquennio del terzo millennio si procedette a rifare il tetto e l'impianto di riscaldamento.

## Descrizione

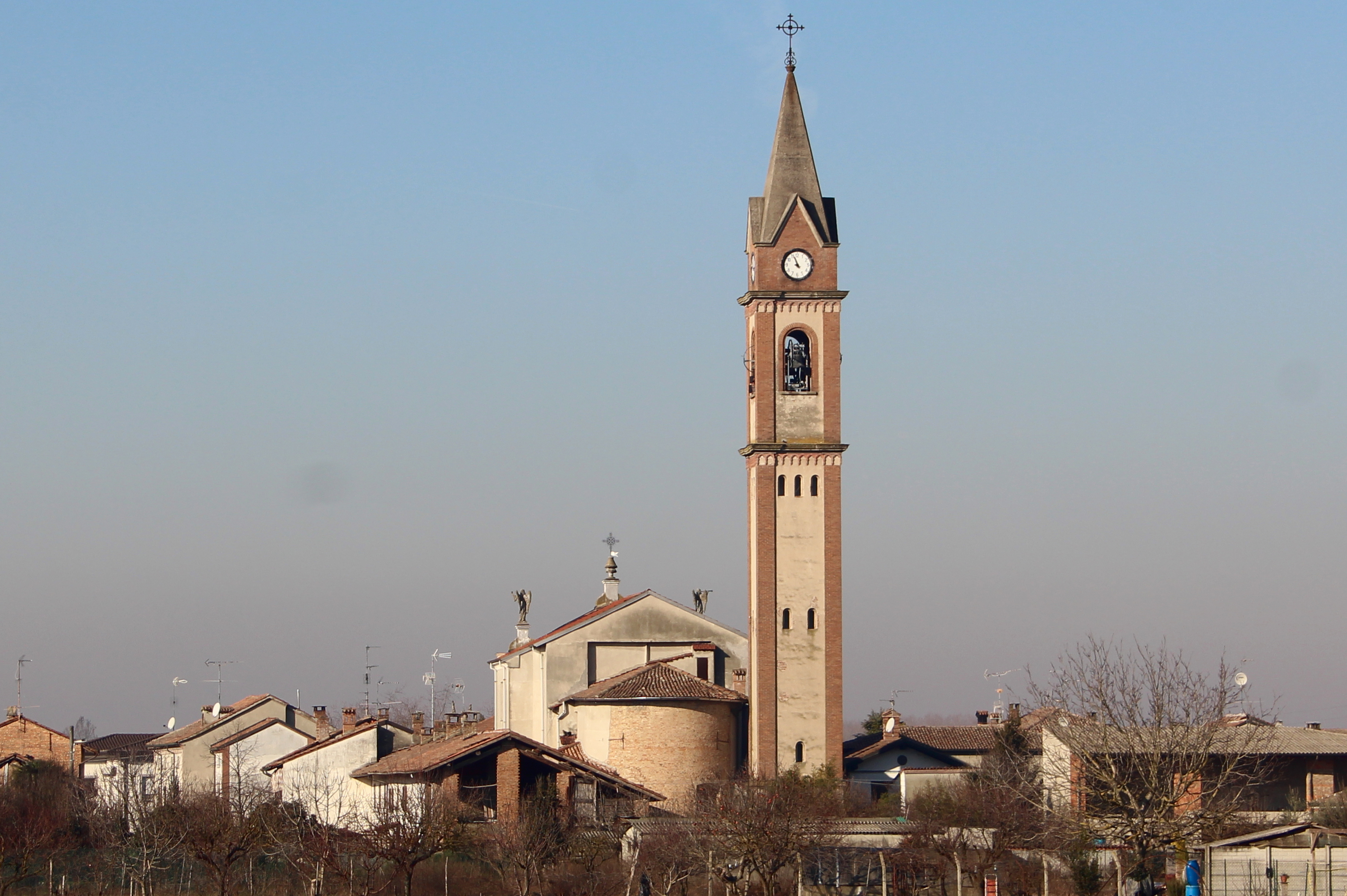
L'abside e il campanile

### Esterno
La neoclassica facciata a capanna della chiesa, rivolta a nordovest, è abbellita da due lesene laterali d'ordine corinzio, sorreggenti il frontone triangolare sormontato da statue, e presenta centralmente il portale d'ingresso timpanato, un dipinto raffigurante la Vergine col Bambino e una finestra termale.
Annesso alla parrocchiale è il campanile a pianta quadrata, la cui cella presenta su ogni lato una monofora a tutto sesto ed è coronata dalla guglia piramidale.

### Interno
L'interno dell'edificio si compone di un'unica navata, sulla quale si affacciano le cappelle laterali e le cui pareti sono scandite da lesene sorreggenti il cornicione sopra il quale si imposta la volta a vela; al termine dell'aula si sviluppa il presbiterio, rialzato di due gradini e chiuso dall'abside di forma semicircolare.